# Езерци
Езерците (на гръцки: Εζερίτες, Езеритес) са славянско племе, заселило се през VI век в Пелопонес.  Името им произлиза от славянската дума езеро. Езерците заедно с милингите са най-южните славянски племена.